# Stalagmia
Stalagmia là một chi bướm đêm thuộc họ Geometridae.